# (686) Герзуйнд
(686) Герзуйнд (нем. Gersuind) — астероид главного пояса, который относится к спектральному классу S. Он был открыт 15 августа 1909 года немецким астрономом Августом Копффом в Обсерватории Хайдельберг-Кёнигштуль. Назван в честь героини пьесы Герхарта Гауптмана «Заложница Карла Великого». Тиссеранов параметр относительно Юпитера — 3,318.